# Komisariat Straży Granicznej „Sypniewo”
Komisariat Straży Granicznej „Sypniewo” – jednostka organizacyjna Straży Granicznej pełniąca służbę ochronną na granicy państwowej w latach 1928–1939.

## Formowanie i zmiany organizacyjne
W drugiej połowie 1927 roku przystąpiono do gruntownej reorganizacji Straży Celnej. W praktyce skutkowało to rozwiązaniem tej formacji granicznej.
Rozporządzeniem Prezydenta Rzeczypospolitej Polskiej Ignacego Mościckiego z 22 marca 1928 roku, do ochrony północnej, zachodniej i południowej granicy państwa, a w szczególności do ich ochrony celnej, powoływano z dniem 2 kwietnia 1928 roku  Straż Graniczną.
Rozkazem nr 2 z 19 kwietnia 1928 roku w sprawie organizacji Pomorskiego Inspektoratu Okręgowego dowódca Straży Granicznej gen. bryg. Stefan Pasławski przydzielił komisariat „Sypniewo” do Inspektoratu Granicznego nr 8 „Nakło” i określił jego strukturę organizacyjną. 
Rozkazem nr 12 z 10 stycznia 1930 roku  w sprawie reorganizacji Pomorskiego Inspektoratu Okręgowego komendant Straży Granicznej płk Jan Jur-Gorzechowski potwierdził organizację komisariatu.
Rozkazem nr 3 z 29 listopada 1933 roku w sprawach organizacyjnych', komendant Straży Granicznej płk Jan Jur-Gorzechowski wyłączył placówki I linii „Lutówko” z komisariatu „Sypniewo” i przydzielił do komisariatu „Kamień”.
Rozkazem nr 1 z 27 marca 1936 roku  w sprawach [...] zmian w niektórych inspektoratach okręgowych, komendant Straży Granicznej płk Jan Jur-Gorzechowski wydzielił z komisariatu Straży Granicznej „Sypniewo” placówkę II linii „Sępólno” i przydzielił do komisariatu Straży Granicznej „Kamień”.
We wrześniu 1939 pluton wzmocnienia Komisariatu wszedł w podporzadkowanie dowódcy 9 Dywizja Piechoty płk. dypl. Józefa Werobeja i walczył na przedpolu  ugrupowania obronnego 9 DP w bitwie o Pomorze.

## Służba graniczna
Kierownik Pomorskiego Inspektoratu Okręgowego Straży Granicznej mjr Józef Zończyk w rozkazie organizacyjnym nr 2 z 8 czerwca 1928 roku udokładnił linie rozgraniczenia komisariatu. Granica północna: kamień graniczny nr D 239; granica południowa: m. Stebionek.
Sąsiednie komisariaty
- komisariat Straży Granicznej „Kamień Pomorski” ⇔ komisariat Straży Granicznej „Łobżenica” − 1928

## Funkcjonariusze komisariatu
| Kierownicy/komendanci komisariatu | Kierownicy/komendanci komisariatu | Kierownicy/komendanci komisariatu | Kierownicy/komendanci komisariatu |
| stopień                           | imię i nazwisko                   | okres pełnienia służby            | kolejne stanowisko                |
| --------------------------------- | --------------------------------- | --------------------------------- | --------------------------------- |
| podkomisarz                       | Jan Karcz                         | był w 1935 –                      |                                   |
| Zastępcy komendanta komisariatu   |                                   |                                   |                                   |
| strażnik                          | Bolesław Długosz                  | 1 V 1939 –                        |                                   |

## Struktura organizacyjna
Organizacja komisariatu w kwietniu 1928 i w styczniu 1930:
- komenda − Sypniewo
- placówka Straży Granicznej I linii „Lutówko” → w 1933 przeniesiona do komisariatu „Kamień”
- placówka Straży Granicznej I linii „Henrykowo”
- placówka Straży Granicznej I linii „Pustynia”
- placówka Straży Granicznej I linii „Dorotowo”
- placówka Straży Granicznej II linii „Sępólno” → w 1936 przeszła do komisariatu „Kamień”
- placówka Straży Granicznej II linii „Sypniewo”
- placówka Straży Granicznej II linii „Więcbork”

Organizacja komisariatu w 1936:
- komenda − Sypniewo
- placówka Straży Granicznej II linii Sypniewo
- placówka Straży Granicznej II linii Więcbork
- placówka Straży Granicznej I linii Henrykowo
- placówka Straży Granicznej I linii Pustynia Leśna
- placówka Straży Granicznej I linii Dorotowo